# Johann Joseph Goetzl
Johann Joseph Goetzl, auch Götzel, Götzl, (* um 1740 in Augsburg; † nach 1790 ebenda) war ein deutscher Bildhauer und Maler.

## Leben
Johann Joseph Goetzl wurde von 1757 bis 1761 in Augsburg von Bildhauer Johann(es) Schlupf ausgebildet, erhielt dort 1772 seinen Meisterbrief und war 1779 sowie 1781 Zunftsvorsitzender (Bildschnitzer und Maler). In Selbstversuchen soll er sich damit beschäftigt haben, ein Mittel gegen das vorzeitige Altern zu erfinden (siehe Abschnitt Literatur).

## Werke (Auswahl)
- Um 1773 Porträt eines Bildhauers.

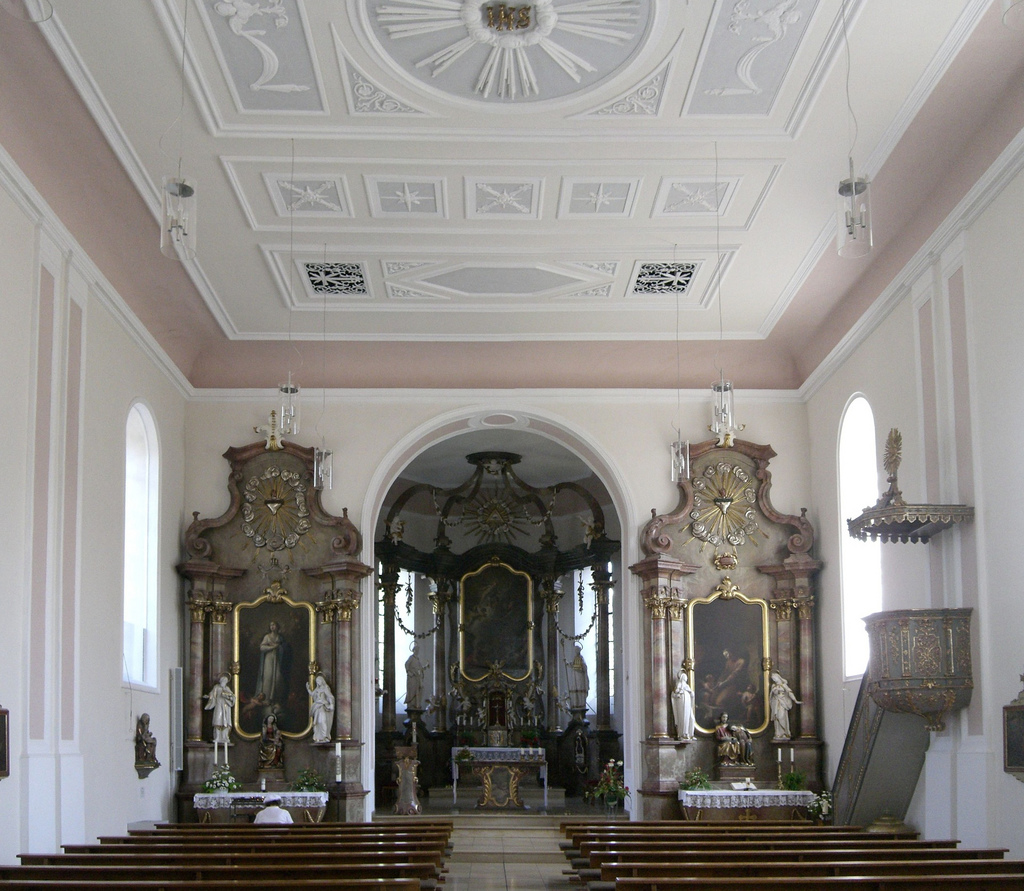
Stuttgart-Hofen, St. Barbara

- Hofen (Stuttgart), St. Barbara, 1778/1780: Statuen Heiliger Petrus, Heiliger Wolfgang von Regensburg (Hochaltar) und die Statuen der Seitenaltäre[1] sowie Kanzel (mit Strahlenkranz),[2] 1783, diese sowie die Statuen ursprünglich geliefert für die Franziskanerkirche in Oeffingen (siehe Oeffingen und Franziskanerkloster Oeffingen).
- Augsburger Dom: Epitaph für Johann Evangelist Herz. 1785, sowie Epitaph für Johannes Rupert von Trauner, 1788.